# Hugo Capet

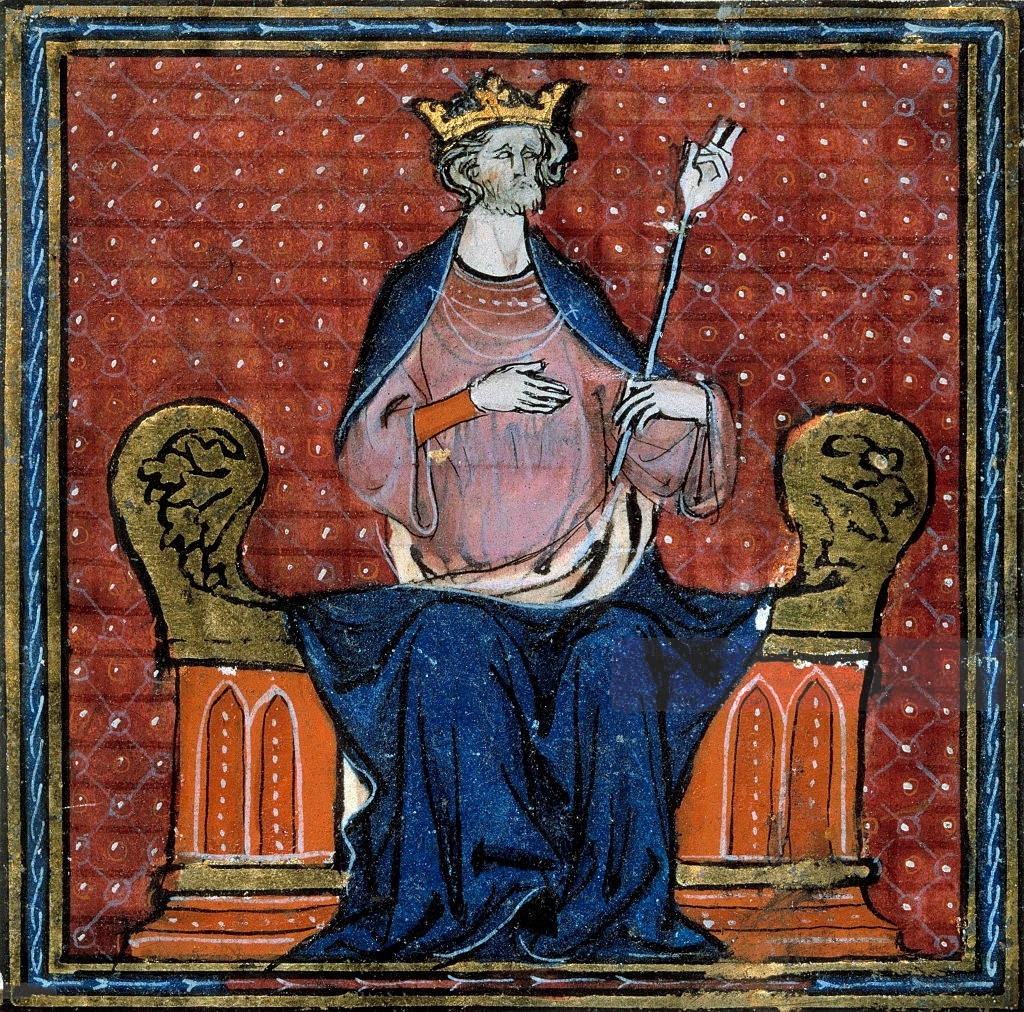
Hugo Capet, Darstellung aus dem 13. oder 14. Jahrhundert.

Hugo Capet (französisch Hugues Capet; * 940 oder 941; † 24. Oktober 996 in Les Juifs bei Chartres) war von 960 bis 987 Herzog von Franzien (Dux Francorum) und von da an bis zu seinem Tod König des Westfrankenreichs. Mit ihm wurde das Königsgeschlecht der Karolinger endgültig durch eine neue Dynastie ersetzt, die später nach seinem Beinamen als Kapetinger bezeichnet wurde. Alle späteren Könige von Frankreich und die Herrscher vieler weiterer Länder Europas waren Nachkommen Hugo Capets in direkter männlicher Linie. Zu den Nebenzweigen der Kapetinger gehörten die Valois, die Bourbonen und das Haus Orléans. Die Herrschaft der als „Haus Frankreich“ bezeichneten Nachkommen Hugo Capets wurde in ihrem Stammland endgültig erst durch die Februarrevolution 1848 beendet, während die bourbonische Nebenlinie bis heute die Könige von Spanien stellt.

## Herkunft
Hugo wurde 940 oder 941 als ältester Sohn Hugos des Großen und dessen Ehefrau Hadwig (auch Hedwig; † 959), einer Schwester Kaiser Ottos des Großen, geboren. Hugo der Große spielte als Herzog von Franzien und Oberhaupt des Geschlechts der Robertiner eine maßgebliche Rolle in der westfränkischen Reichspolitik; er konnte die traditionelle Machtstellung seiner Familie noch erheblich ausbauen, indem er zusätzlich das Herzogtum Burgund und sogar einen vom König anerkannten Anspruch auf Aquitanien erwarb. Damit war er mächtiger als der König selbst. Die Familie der Robertiner, deren Oberhaupt Hugo Capet als ältester Sohn seines Vaters wurde, rivalisierte schon seit dem 9. Jahrhundert mit der Königsdynastie der Karolinger und hatte bereits zwei Könige gestellt, darunter Hugo Capets Großvater Robert I., der 923 als Gegenkönig gegen einen Karolinger im Kampf gefallen war. Daher war der älteste lebende Robertiner stets ein potentieller Kandidat für die Königswürde, doch scheute Hugo der Große vor dem Griff nach der Krone zurück.

## Machtstellung unter den letzten Karolingern

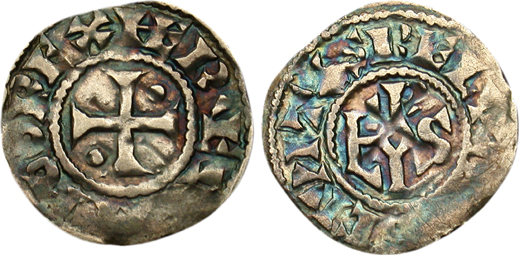
Denier aus Beauvais, unter Hugo Capet geprägt

Hugo der Große starb 956, doch erst 960 erhielt Hugo Capet von dem etwa gleichaltrigen karolingischen König Lothar das Herzogtum Franzien, das wichtigste der zahlreichen Lehen der Robertiner. Damit konnte er die zentrale Rolle seines Vaters als mächtigster Vasall der Krone übernehmen. Er war der letzte Herzog von Franzien, denn als er 987 die Königswürde erlangte, wurde das Herzogtum nicht neu vergeben, sondern abgeschafft. Das Herzogtum Burgund, das ebenfalls ein Lehen Hugos des Großen gewesen war, übertrug Lothar 960 Hugo Capets jüngerem Bruder Otto, nachdem Hugo und Lothar 958 gemeinsam einen Feldzug zur Unterwerfung burgundischer Aufständischer durchgeführt hatten. Bezeichnend für die Machtverhältnisse war der Umstand, dass nach Ottos Tod 965 die burgundischen Großen auf Anraten Hugo Capets den dritten und jüngsten Sohn Hugos des Großen, Heinrich I. den Großen, der auch Odo-Heinrich genannt wurde, zum Herzog wählten, ohne sich um den Willen des Königs zu kümmern. Burgund wurde somit damals nicht mehr als Lehen der Krone betrachtet, der Herzog von Burgund galt nur noch als Vasall des Herzogs von Franzien. Darüber war Lothar tief gekränkt. Die dadurch entstandene Spannung zwischen dem König und dem Herzog von Franzien erforderte eine Vermittlung seitens der Ottonen; Kaiser Otto der Große und sein Bruder, Herzog Brun von Lothringen, waren mütterlicherseits Onkel sowohl Hugo Capets als auch des Königs. Schon zur Zeit Hugos des Großen hatte sich Otto der Große in Konflikten zwischen Karolingern und Robertinern um einen Ausgleich bemüht und war zugleich dem traditionellen karolingischen Anspruch auf Lotharingien entgegengetreten. Dabei war er vor wechselnder Parteinahme und militärischem Eingreifen im Westfrankenreich nicht zurückgeschreckt. Nach Ottos Tod (973) änderten sich die Verhältnisse grundlegend. Das bisher gute Einvernehmen der Karolinger mit den Ottonen zerbrach, und König Lothar nahm gegenüber dem neuen Herrscher im Osten, Otto II., eine feindselige Haltung ein. Damit rückte der traditionelle Gegensatz zwischen Karolingern und Robertinern zunächst in den Hintergrund, denn Hugo Capet erwies sich im Gegensatz zu seinem Vater in dem äußeren Konflikt als loyaler Vasall seines Königs.
Ausgangspunkt des West-Ost-Konflikts war der Streit um die Grafschaft Hennegau in Lothringen, die der Hoheit des ostfränkischen Reichs unterstand. Herzog Brun von Lothringen, der Bruder Ottos des Großen, hatte den dortigen Grafen abgesetzt, worauf dessen damals noch unmündige Söhne Reginar IV. und Lambert I. ins Westfrankenreich geflohen waren. Sogleich nach dem Tod Ottos des Großen versuchten sie ihre Erbgüter gewaltsam wiederzuerlangen. Für dieses Vorhaben fanden sie am Hof Lothars und im westfränkischen Adel, auch unter den Vasallen Hugo Capets, breite und tatkräftige Unterstützung. Obwohl sie militärisch scheiterten, gab ihnen Otto II. im Mai 977 den größten Teil ihrer Erbgüter zurück. Der Konflikt um den Besitz Lotharingiens blieb jedoch ungelöst. Als Lothar 978 einen Überraschungsangriff auf Aachen unternahm, um Otto, der sich dort nichtsahnend aufhielt, gefangen zu nehmen, konnte er sich auf Hugos volle Unterstützung verlassen. Daher wurden Hugos Gebiete, nachdem der Handstreich knapp missglückt war, ebenso wie diejenigen Lothars zum Ziel von Ottos massivem Gegenschlag. Ottos Invasionsheer eroberte zwar Pfalzen Lothars und auch die Stadt Laon, konnte aber die von Hugo verteidigte Stadt Paris nicht einnehmen und musste sich daraufhin zurückziehen. Da Hugo seinem König in dieser Krise treu blieb, wird er von manchen Historikern zu den Vertretern eines damals auftauchenden, wenn auch noch schwachen westfränkischen bzw. französischen Identitätsbewusstseins gezählt.
Nachdem Lothar 980 mit Otto II. ohne Beteiligung Hugos Frieden geschlossen hatte, reiste Hugo zu Ostern 981 nach Rom, wo sich Otto damals aufhielt, um seinerseits ein gutes Verhältnis zu ihm aufzubauen. Nach Ottos Tod (983) unterstützte Hugo nicht mehr die karolingische Expansionspolitik nach Osten, sondern bewahrte ein freundliches Verhältnis zu den Kaiserinnen Adelheid und Theophanu, die für Otto III. die Regentschaft führten. Er griff auch zugunsten von Erzbischof Adalbero von Reims ein, gegen den König Lothar wegen Adalberos Einverständnis mit den Ottonen einen Hochverratsprozess einleiten wollte. Als Hugo im Mai 985 mit sechshundert Mann nach Compiègne zog, wo der Prozess auf einem Hoftag stattfinden sollte, löste sich die Versammlung sofort auf.
In Aquitanien hatte Hugo Capet schon 960 vom König die Grafschaft Poitou erhalten, konnte sich aber dort nicht gegen den Herzog Wilhelm III. Werghaupt durchsetzen. Erst als er um 969 Wilhelms Tochter Adelheid heiratete, kam es zur Versöhnung mit dessen Sohn und Nachfolger Wilhelm IV. Eisenarm, wobei Hugo auf den Anspruch auf Aquitanien, den schon sein Vater erhoben hatte, verzichtete. Weitere wichtige Verbündete besaß bzw. gewann Hugo ebenfalls durch Verschwägerung. Seine Schwester Beatrix war mit Herzog Friedrich I. von Oberlothringen verheiratet; die andere Schwester, Emma, heiratete Richard I., den Herzog der Normandie.
Als Lothar im Jahr 986 erst 44-jährig nach kurzer Krankheit starb, konnte sein 19-jähriger Sohn Ludwig V. problemlos die Nachfolge antreten. Ludwig war schon 979 mit Billigung Hugo Capets zum Mitkönig erhoben und so zum Thronfolger designiert worden. Hugo wollte nicht nach der Krone greifen; er zog es wie schon sein Vater vor, unter einem relativ schwachen Karolinger einen maßgeblichen Einfluss auf die Reichspolitik auszuüben.

## Dynastiewechsel
Ludwig starb 14 Monate nach seiner Thronbesteigung am 21. Mai 987 durch einen Jagdunfall. Da er keinen Sohn hatte und seine Brüder unehelich geboren waren, kam als Erbe nur sein Onkel, Herzog Karl von Niederlothringen, in Betracht. Der jüngere Bruder König Lothars machte nun seinen Thronanspruch geltend. Er scheiterte aber an mächtigen Adelskreisen, zu denen insbesondere der Reimser Erzbischof Adalbero zählte. Die Gegner Karls wählten Hugo Capet auf einer Versammlung in Senlis zum König, womit sie ihr Wahlrecht ausübten und das Erbrecht verneinten, faktisch jedoch eine neue Dynastie schufen. Wahrscheinlich am 3. Juli 987 wurde Hugo von Adalbero von Reims in Noyon geweiht und gekrönt.
Die Großen, die Hugo zum König wählten, waren dieselben, die noch 979 und 986 die Herrschaftsübernahme Ludwigs V. gebilligt hatten. Der Dynastiewechsel war nicht Folge einer grundsätzlichen Unzufriedenheit mit dem karolingischen Herrschergeschlecht, sondern einer besonderen Konstellation, die sich gegen Karl auswirkte. Karl hatte sich mächtige Feinde gemacht. Zu diesen gehörten seine Schwägerin, die Königinwitwe Emma, die er des Ehebruchs beschuldigt hatte, und der Erzbischof von Reims, der traditionell die Königskrönung vollzog. Auch am ottonischen Hof wurde Karl abgelehnt. Die Ottonen hatten ihm zwar das Herzogtum Niederlothringen verliehen, aber eine Vereinigung dieses Herzogtums mit dem westfränkischen bzw. französischen Reich war aus ihrer Sicht nicht wünschenswert. Angeblich wurde bei der Königswahl gegen Karl vorgebracht, dass er sich als Herzog von Niederlothringen in den Dienst eines auswärtigen Herrschers begeben habe und dass er eine nicht standesgemäße Ehe geschlossen habe.

## Regierung
Schon ein halbes Jahr nach seiner eigenen Erhebung erreichte Hugo, dass sein Sohn, der künftige Robert II., zu Weihnachten 987 von Erzbischof Adalbero von Reims zum Mitkönig gekrönt und damit die Thronfolge gesichert wurde. Ein Wahlakt fand nicht statt. Mit diesem Präzedenzfall setzte sich das Erbkönigtum der neuen Dynastie gegen das Wahlrecht durch, dem Hugo Capet selbst seine Herrschaft verdankte. Anfangs hatte sich Erzbischof Adalbero, der ein Erbrecht auf die Krone prinzipiell bestritt, gegen Hugos Ansinnen gesträubt.
Die Basis von Hugos Macht war und blieb im Norden; in den Gebieten südlich der Loire hat er sich als König niemals aufgehalten. In Südfrankreich, wo die Loyalität zur Karolingerdynastie stärker ausgeprägt war, verweigerte man ihm sogar mancherorts anfänglich die Anerkennung. Allerdings zeigte sich solcher Widerstandsgeist im Süden nur lokal und blieb ohne konkrete Auswirkungen.
Während die Kronvasallen den Dynastiewechsel unterstützten oder hinnahmen, fand sich Herzog Karl mit dieser Entwicklung nicht ab, sondern begann den bewaffneten Kampf um seinen Thronanspruch. 988 gelang es ihm, mit einem Handstreich die Königsstadt Laon einzunehmen. Dabei half ihm sein Neffe Arnulf, ein unehelicher Sohn König Lothars. In Laon konnte Karl die Königinwitwe Emma und den Bischof Adalbero von Laon, einen Neffen Adalberos von Reims, gefangen nehmen. Prominente Unterstützer Karls waren die Grafen Heribert IV. von Troyes und Odo I. von Blois und der Erzbischof von Sens (zwischen den Erzbistümern Sens und Reims bestand eine traditionelle Rivalität). Ansonsten fand jedoch Karls Unternehmen im Adel wenig Anklang. Wiederholte Versuche König Hugos und seines Sohnes Robert, Laon durch Belagerung zurückzuerobern, blieben erfolglos.
Als Erzbischof Adalbero von Reims Anfang 989 starb, entschied sich Hugo, Karls Neffen Arnulf zu Adalberos Nachfolger wählen zu lassen, um ihn so auf seine Seite herüberzuziehen. Dieser Plan missglückte jedoch völlig; im August 989 übergab Arnulf Reims seinem Onkel Karl, womit er die Hugo geleisteten Eide brach. Durch die Einnahme der Krönungsstadt Reims wurde Karls Position sehr gestärkt, doch versäumte er es, seinen Thronanspruch nun mit einer Königswahl und Krönung in Reims zu untermauern. Nach dreijährigem Kampf kam Karl durch Verrat zu Fall. Bischof Adalbero von Laon, der inzwischen Karls Vertrauen erlangt hatte, öffnete Ende März 991 die Stadttore von Laon den Truppen des Kapetingers. Karl wurde mit seiner Frau und seinen Kindern festgenommen. Er blieb bis zu seinem Lebensende in Haft. Adalberos Verrat erregte größtes Aufsehen und blieb jahrhundertelang ein beliebtes Thema der Geschichtsschreibung und der Unterhaltungsliteratur; er wurde mit dem Verrat des Judas Iskariot an Christus verglichen.
König Hugo erstrebte nun die Amtsenthebung des Erzbischofs Arnulf von Reims, der ihn verraten hatte. Er konnte sich aber in einem langjährigen Streit darüber, dem großen „Reimser Kirchenstreit“, nicht durchsetzen und geriet in einen Konflikt mit Papst Johannes XV., der die alleinige Kompetenz für einen solchen Schritt beanspruchte. Zunächst zwang Hugo auf der von ihm im Juni 991 einberufenen Reichssynode von Saint-Basle (Verzy) Arnulf von Reims zum Rücktritt. Auf dieser Synode richtete Bischof Arnulf von Orléans, ein eifriger Anhänger Hugos, außerordentlich scharfe Angriffe gegen das Papsttum. Er bezeichnete die Päpste als Monstren und setzte einen schlechten Papst sogar mit dem Antichrist gleich. Damit erhielt der Konflikt eine Tragweite, die weit über den konkreten Fall hinausreichte. Die Gegenpartei, deren Wortführer der einflussreiche Abt Abbo von Fleury war, leistete erbitterten Widerstand, wobei sie von den deutschen Bischöfen unterstützt wurde. Der Streit zog sich bis nach Hugos Tod hin. Wegen seiner grundsätzlichen Bedeutung wird der Reimser Kirchenstreit mitunter als Vorläufer der späteren Auseinandersetzungen zwischen Päpsten und französischen Königen um den Gallikanismus betrachtet.
Hugo Capet wurde wie sein Vater in der Basilika Saint-Denis begraben.

## Beiname
Der Beiname Capet ist nicht zeitgenössisch bezeugt, sondern taucht erst im 11. Jahrhundert in den Quellen auf. Ursprünglich bezog er sich auf Hugos Vater, Hugo den Großen; auf Hugo Capet bezogen wurde er erst im 12. Jahrhundert gebräuchlich. Er ist von dem lateinischen Wort cappa abgeleitet, das einen Mantel bezeichnete. Nach der gängigen Deutung handelte es sich um den Mantel, den Äbte trugen. Damit wurde darauf angespielt, dass Hugo der Große bzw. Hugo Capet Laienabt mehrerer Klöster war. Traditionell robertinische Abteien, deren Laienabtswürde Hugo der Große und Hugo Capet innehatten, waren Saint-Martin de Tours, Saint-Denis, Saint-Germain-des-Prés, Saint-Maur-des-Fossés, Saint-Riquier und Saint-Aignan in Orléans. Eine abweichende Interpretation des Beinamens besagt, bei der cappa habe es sich um die Mantelreliquie des heiligen Martin von Tours gehandelt und damit sei auf die Rolle des Herzogs von Franzien als Laienabt von Saint-Martin de Tours angespielt worden.

## Familie und Nachkommen
Um 969 heiratete Hugo Adelheid von Aquitanien, eine Tochter des Herzogs Wilhelm III. Werghaupt von Aquitanien und der Gerloc-Adele von Normandie. Sie wird auch als Adelheid von Poitou bezeichnet. Mit ihr hatte er einen Sohn, den Thronfolger, und drei Töchter:
- Hedwig (Hedwige), * wohl 969; † nach 1013; ⚭ um 996 Reginar IV. (Rainier IV.), Graf von Hennegau; † 1013 (Reginare)
- Gisela (Gisèle), * wohl 970, Erbin von Abbeville; ⚭ vor 987 Hugo I. von Montreuil (Hugues I. de Montreuil), Graf von Ponthieu; † um 1000
- Robert II. der Fromme (le Pieux), * 27. März 972 in Orléans; † 20. Juli 1031 in Melun, ab 988 König und Mitregent, ab 996 König von Frankreich
- Adelheid (Adélaide, Aelis), * wohl 973

Des Weiteren hatte Hugo von einer unbekannten Frau einen unehelichen Sohn Gauzlin; † 19. November 1030 wohl in Bourges, der 1005 Abt von Fleury und 1013 Erzbischof von Bourges wurde.
Einer Legende zufolge war auch die heilige Aurelia von Regensburg eine Tochter Hugos.

## Ahnentafel
|  |                                                                  |  |  |  |  |  |  |  |  |  |  |  |  |
|  | Robert der Starke (X 866) 853 Graf von Tours, 861 Graf von Paris |  |  |  |  |  |  |  |  |  |  |  |  |
|  |                                                                  |  |  |  |  |  |  |  |  |  |  |  |  |
|  |                                                                  |  |  |  |  |  |  |  |  |  |  |  |  |
|  | Robert I. (866–923) 922 König von Frankreich                     |  |  |  |  |  |  |  |  |  |  |  |  |
|  |                                                                  |  |  |  |  |  |  |  |  |  |  |  |  |
|  |                                                                  |  |  |  |  |  |  |  |  |  |  |  |  |
|  | Adelheid von Tours († nach 866)                                  |  |  |  |  |  |  |  |  |  |  |  |  |
|  |                                                                  |  |  |  |  |  |  |  |  |  |  |  |  |
|  |                                                                  |  |  |  |  |  |  |  |  |  |  |  |  |
|  | Hugo der Große (wohl 895–956) 936 dux Francorum                  |  |  |  |  |  |  |  |  |  |  |  |  |
|  |                                                                  |  |  |  |  |  |  |  |  |  |  |  |  |
|  |                                                                  |  |  |  |  |  |  |  |  |  |  |  |  |
|  | Heribert I. (wohl 850–900/906) 896 Graf von Vermandois           |  |  |  |  |  |  |  |  |  |  |  |  |
|  |                                                                  |  |  |  |  |  |  |  |  |  |  |  |  |
|  |                                                                  |  |  |  |  |  |  |  |  |  |  |  |  |
|  | Beatrix von Vermandois († nach 931)                              |  |  |  |  |  |  |  |  |  |  |  |  |
|  |                                                                  |  |  |  |  |  |  |  |  |  |  |  |  |
|  |                                                                  |  |  |  |  |  |  |  |  |  |  |  |  |
|  | NN (Bertha von Morvois)                                          |  |  |  |  |  |  |  |  |  |  |  |  |
|  |                                                                  |  |  |  |  |  |  |  |  |  |  |  |  |
|  |                                                                  |  |  |  |  |  |  |  |  |  |  |  |  |
|  | Hugo Capet (941–996) 987 König von Frankreich                    |  |  |  |  |  |  |  |  |  |  |  |  |
|  |                                                                  |  |  |  |  |  |  |  |  |  |  |  |  |
|  |                                                                  |  |  |  |  |  |  |  |  |  |  |  |  |
|  | Otto der Erlauchte († 912)                                       |  |  |  |  |  |  |  |  |  |  |  |  |
|  |                                                                  |  |  |  |  |  |  |  |  |  |  |  |  |
|  |                                                                  |  |  |  |  |  |  |  |  |  |  |  |  |
|  | Heinrich I. (um 876–936) 919 König des Ostfrankenreichs          |  |  |  |  |  |  |  |  |  |  |  |  |
|  |                                                                  |  |  |  |  |  |  |  |  |  |  |  |  |
|  |                                                                  |  |  |  |  |  |  |  |  |  |  |  |  |
|  | Hadwig († 903)                                                   |  |  |  |  |  |  |  |  |  |  |  |  |
|  |                                                                  |  |  |  |  |  |  |  |  |  |  |  |  |
|  |                                                                  |  |  |  |  |  |  |  |  |  |  |  |  |
|  | Hadwig von Sachsen (914/920–959)                                 |  |  |  |  |  |  |  |  |  |  |  |  |
|  |                                                                  |  |  |  |  |  |  |  |  |  |  |  |  |
|  |                                                                  |  |  |  |  |  |  |  |  |  |  |  |  |
|  | Dietrich († nach 929) Graf in Sachsen                            |  |  |  |  |  |  |  |  |  |  |  |  |
|  |                                                                  |  |  |  |  |  |  |  |  |  |  |  |  |
|  |                                                                  |  |  |  |  |  |  |  |  |  |  |  |  |
|  | Mathilde die Heilige (um 895–968)                                |  |  |  |  |  |  |  |  |  |  |  |  |
|  |                                                                  |  |  |  |  |  |  |  |  |  |  |  |  |
|  |                                                                  |  |  |  |  |  |  |  |  |  |  |  |  |
|  | Reginlind von Dänemark († nach 929)                              |  |  |  |  |  |  |  |  |  |  |  |  |
|  |                                                                  |  |  |  |  |  |  |  |  |  |  |  |  |
|  |                                                                  |  |  |  |  |  |  |  |  |  |  |  |  |

## Rezeption
Aus der Sicht der Nachwelt stand im Mittelalter vor allem die Rolle Hugos als Dynastiegründer und der Streit um die Legitimität seiner Herrschaft im Vordergrund. In der Neuzeit und besonders in der modernen Forschung wurde zunehmend die Frage nach seiner persönlichen Rolle in der französischen Geschichte gestellt.

### Mittelalter
Im Mittelalter war die Rechtmäßigkeit des Dynastiewechsels von 987 unter den französischen Geschichtsschreibern umstritten; es fehlte nicht an Stimmen, die (vor allem im 11. und 12. Jahrhundert) Hugo als Usurpator bezeichneten, obwohl damals seine Nachkommen regierten.
Im 13. Jahrhundert tauchte (wohl zuerst in antifranzösischen Kreisen in Italien) eine kapetingerfeindliche Legende auf, die Hugo eine bürgerliche Herkunft zuschrieb; er sei der Sohn eines Pariser Fleischers gewesen. Dante verarbeitete dieses Motiv in seiner Göttlichen Komödie. Er versetzte Hugo Capet (dessen Gestalt er mit derjenigen Hugos des Großen vermischte) ins Fegefeuer und legte ihm eine lange Rede in den Mund. Darin bezeichnete sich Hugo selbst als „die Wurzel des üblen Baums“, der die Christenheit überschattet habe.
Hugo Capet ist der Held einer um 1360 verfassten Chanson de geste, worin die Überlieferung einer ursprünglich bürgerlichen Herkunft der Dynastie aufgenommen, aber stark abgemildert und ins Positive gewendet wird. Nun ist nicht der Vater Hugos, sondern nur sein Großvater mütterlicherseits ein Metzger, und zwar der reichste Metzger des Landes. Durch seine Großtaten erlangt Hugo als vortrefflicher Ritter die Krone Frankreichs, indem er die Gunst der Thronerbin Marie gewinnt, die ihn zur Freude der Pariser heiratet, obwohl den großen Vasallen seine Abstammung von einem Metzger missfällt. Das Werk spiegelt die politische Krise seiner Entstehungszeit wider, in der das Pariser Bürgertum unter Étienne Marcel kurzzeitig zu einem maßgeblichen Faktor der französischen Politik wurde. Von dem Epos fertigte um 1437 Elisabeth von Lothringen eine deutsche Prosaübersetzung mit dem Titel Hug Schapler an.
Der französische Dichter François Villon spielt in seinem letzten erhaltenen Gedicht an den Gefängnisbeamten Garnier (1463) ebenfalls auf Hugo Capets angebliche Herkunft aus dem Metzgerstand an.

### Neuzeit

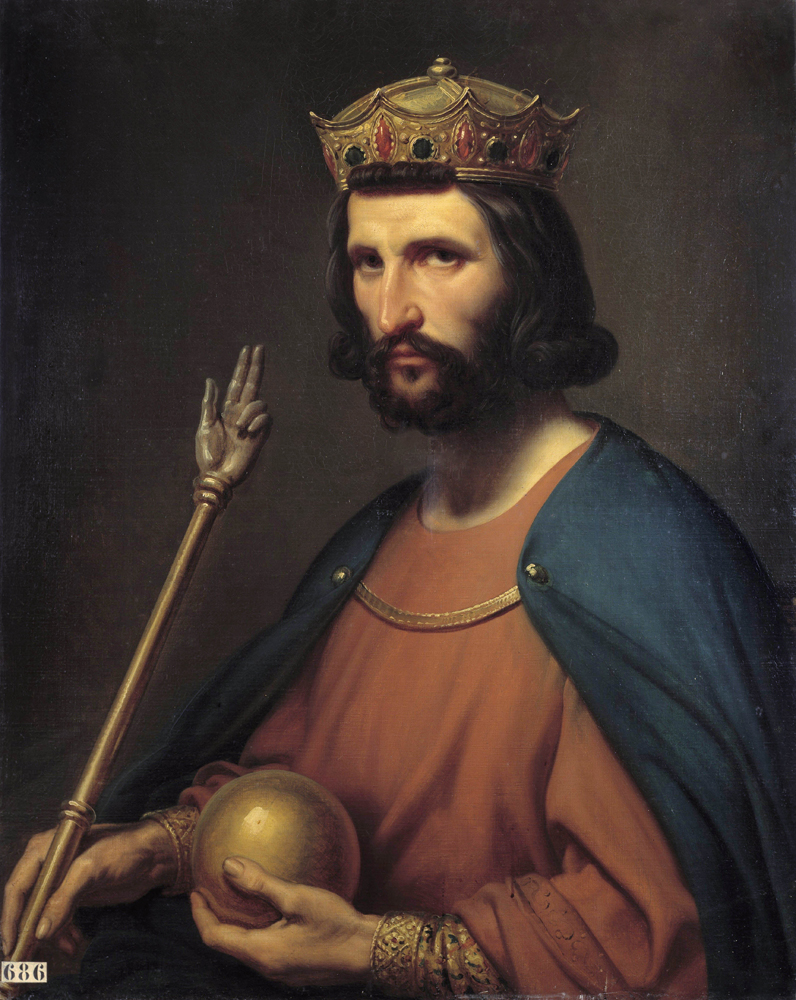
Hugo Capet dargestellt in einem Fantasiegemälde von Carl von Steuben, 1837.

In der Frühen Neuzeit und noch im 19. Jahrhundert machte sich eine Auffassung bemerkbar, die Hugo zum Repräsentanten eines „nationalen“ Frankreich-Konzepts machte, der sich „den Deutschen“ widersetzte. In abgemilderter Form lautete diese Deutung, die Robertiner bzw. Kapetinger hätten die werdende französische Nation verkörpert, die Karolinger das Konzept des untergehenden fränkischen Universalstaats. Dagegen wandte sich im späten 19. Jahrhundert der damals führende französische Mediävist Ferdinand Lot, der jeglichen ideellen Unterschied zwischen Karolingern und Kapetingern bestritt. Diese Ansicht hat sich durchgesetzt.
In der modernen Forschung wird Hugo Capet von deutschen und französischen Historikern meist relativ ungünstig beurteilt, wobei man auf den geringen Umfang seiner Leistungen und seinen Mangel an Tatkraft verweist. So schreibt Walther Kienast von der „schwunglos-bedächtigen, allen großen Unternehmungen abgeneigten Natur dieses recht mittelmäßigen Mannes“, Karl Uhlirz meint eine „trockene, auf das Nächste bedachte Art“ und einen „Mangel jedes höheren Gemeinsinns“ erkennen zu können. Noch schärfer fiel das oft zitierte Urteil des Franzosen Ferdinand Lot aus. Er kam zum Ergebnis, Hugo habe den Thron weder seinem Mut noch seinem Geschick noch einer Begeisterung anderer für einen Wechsel verdankt. Hugo habe keine eigenen Ideen oder Grundsätze gehabt und das Königtum nicht einmal angestrebt; es sei ihm durch eine Kombination von Zufällen in den Schoß gefallen. „Sein Mut war nachweislich überaus bescheiden. Sein Geschick ist von gewissen Gelehrten sehr gerühmt worden. Doch wir suchen immer noch danach; alles, was sich uns gezeigt hat, ist ein schwacher, unsicherer Mann, der keinen Schritt zu tun wagt, ohne um Rat zu bitten, und dessen Vorsicht in Kleinmut überging.“
Das Jubiläumsjahr 1987 von Hugo Capets Thronbesteigung bot Anlass zu zahlreichen Veröffentlichungen und Würdigungen.